# Allegra (Zeitschrift)
Allegra (Eigenschreibweise: ALLEGRA) war eine deutsche Frauenzeitschrift, die vom Axel Springer Mediahouse Berlin herausgegeben wurde. Das Magazin richtete sich an Frauen zwischen 30 und 40 Jahren und publizierte neben Reportagen auch Autorenstücke, Essays und Lifestyle- und Beauty-Strecken.

## Geschichte
Allegra erschien ab 1995 im Axel Springer Verlag und wurde 2004 „wegen hoher Umsatzverluste“ eingestellt. Gründungschefredakteur war Andreas Petzold. 2014 brachte das Axel Springer Mediahouse eine einmalige „Revival“-Ausgabe heraus.
Im März 2016 kam Allegra wieder auf dem Markt und erschien mit insgesamt sechs Ausgaben im selben Jahr.  Michaela Mielke war Herausgeberin und Mareen Linnartz Redaktionsleiterin. Zum Jahresende wurde die Zeitschrift wieder eingestellt. Der Verlag teilte mit, dass es „keine stabile wirtschaftliche Perspektive“ gebe.

## Chefredakteure
- 1995–1997: Andreas Petzold
- 1997–2004: Andreas Möller
- 2014: Uli Morant und Joachim Hentschel
- 2016: Mareen Linnartz